# 3497 Innanen
3497 Innanen este un asteroid din centura principală, descoperit pe 19 aprilie 1941 de Liisi Oterma.